# Peder Kofod Trojel
 Der er flere personer med dette navn, se Peter Kofod.
Peder Kofod Trojel (5. maj 1754 – 9. november 1784 i Fåborg ) var en dansk jurist og digter.
Han var født i Fuglevig Præstegaard og var broder til Frants Vilhelm Trojel og Jacob Kofod Trojel.

## Uddannelse og virke som jurist
Efter at være blevet privat dimitteret i 1768 studerede han jura og blev juridisk kandidat 1773. 1775 blev han prokurator ved Hof- og Stadsretten og 1777 dekan ved Kommunitetet. Han lagde sig derefter særlig efter den teoretiske side ved juraen, blev 1779 dr. juris og gjorde sig kort efter håb om at blive nærmere knyttet til det Juridiske Fakultet som adjunkt, men dette håb blev skuffet, i det Laurids Nørregaard blev foretrukket.
I 1782 blev han byfoged i Faaborg og herredsfoged i Salling Herred, men døde allerede 9. november 1784. Han var få år i forvejen blevet gift med Vilhelmine Schmaltz,
datter af regimentskirurg Schmaltz i Odense.
Af juridiske skrifter har Trojel, foruden sin doktordissertation De acquisitione Juris in re (1779), efterladt sig 1. bind af et alfabetisk Register over Love, Forordninger m. m. (1777), og en Commentære ell. Forklaring over den danske og norske Lovs første Bog i 2 bind (1780-81). Disse skrifter vidner dog mere om flid end om nogen selvstændigere juridisk begavelse.

## Digtervirksomhed
Peder Kofod Trojel debuterede som digter med en ode til Indfødsretten, der, men rigtignok i en stærkt beskåret form, blev optaget i den samling sange Over Indfødsretten, som det danske Litteraturselskab udgav i 1777. Senere offentliggjorde han, til dels under navnet "Eivind Skaldaspiller den yngre", i Almindeligt dansk Bibliothek og Dansk Musæum forskellige digte, mest af alvorligt indhold; et enkelt af, disse (Dagen fløj med Lysets Vinger) har stemningsfulde enkeltheder, men de mest bekendte af hans digte er dog de to satirer Ode til min Skrædder, – som, efter Knud Lyne Rahbeks udsagn, "en af dansk Vittigheds kompetenteste Dommere" troede var af Johan Herman Wessel – og Til Skræk for mange Herremænd, en satirisk Skildring af en ond herremands død. Intet af Trojels arbejder røber særlig poetisk begavelse. Et udvalg af hans og broderens digte er givet i Udvalgte Digte af P. M. og P. K. Trojel (1801), hvori desuden findes biografier af de 2 brødre.